# Fiat Professional
Fiat Professional est la branche utilitaire du constructeur automobile italien Fiat. Elle est spécialisée dans les véhicules utilitaires légers. Créée le 17 avril 2007, cette entreprise remplace la précédente division Fiat Veicoli Commerciali ou Fiat LCV. Depuis 2021, comme la branche automobile, Fiat Professionnal appartient au groupe Stellantis.

## La gamme Fiat Professional en 2023
- Fiat Fiorino Fourgon[1]
- Fiat Doblò [2]
- Fiat Scudo [3]
- Et les Ducato[4] et E-Ducato[5].

## La division Fiat Veicoli Commerciali - Fiat LCV

### La codification des modèles dans la galaxie Fiat
Dans un premier temps, avant la Première Guerre mondiale, les véhicules étaient baptisés selon leur puissance, à l'image du premier véhicule de la marque, le Fiat 24HP.
À partir de 1911, Fiat nomme l'ensemble de ses modèles en partant du "Tipo 1".
En 1923, le groupe Fiat se structure en divisions industrielles et affecte des codes spécifiques par division :
- la division automobile utilise les codes 100 pour les moteurs et 500 pour les voitures,
- la division camions, les codes 200 pour les moteurs et 600 pour les camions et les autobus,
- la division matériel agricole et engins de travaux publics, les codes 700.

En plein milieu de la Seconde Guerre mondiale, Fiat change les codes pour les automobiles qui sont désormais appelées par leur cylindrée, les codes moteurs de même.
Lors de la reprise à plein régime de l'activité en 1949, les codes prennent la formule toujours en vigueur de nos jours :
- automobiles : codes 100 - mais cette série s'est épuisée avec la Grande Punto qui porte le code 199. Depuis, Fiat Automobiles poursuit avec la série de codes 300,
- véhicules commerciaux légers : les codes 200,
- autocars de ligne et GT : codes 300 jusqu'à la création d'Irisbus en 2001,
- autobus urbains : codes 400 jusqu'en 2001,
- autobus de banlieue : codes 500 jusqu'en 2001,
- les camions maintiennent les codes 600, jusqu'à la création d'Iveco en 1974,
- les matériels agricoles conservent les codes 700 jusqu'à la création de la holding Fiat Trattori SpA en 1974, avant de devenir CNH Global en 1999,
- les automobiles Lancia prennent les codes 800, depuis leur rachat en 1969,
- les automobiles Alfa Romeo, les codes 900 depuis le rachat en 1986.

### Histoire[6]

#### De l'origine à 1918
En 1901, à l'exposition de Milan la toute nouvelle société Fiat expose deux omnibus et une singulière petite remorque motorisée révolutionnaire pour pompiers. Ainsi naît ce qui sera le premier vrai camion, le Fiat 24HP en 1903. Il constitue le démarrage de la production de véhicules commerciaux pour Fiat. Le 24 HP est plutôt petit (comme tous les véhicules de l'époque), avec des dimensions semblables à celles des véhicules commerciaux légers actuels, mais qui pouvait transporter jusqu'à 4 000 kg de marchandises.
Étant donné la nature révolutionnaire pour l'époque du Fiat 24HP, de nombreux tests, avant une homologation du modèle, furent nécessaires. Trois prototypes sont alors construits. Tous les Fiat 24 HP passent ces tests avec brio si bien que même l’Armée du Roi d’Italie, le Regio Esercito, commence à s’intéresser au nouveau véhicule. En 1906, le 24HP est produit en petite série, pendant que son successeur, la « voiture automotrice » 18-24HP est produite en grand nombre et connaît un énorme succès.
C’est à partir de 1911 que débute la production des premiers « vrais véhicules utilitaires commerciaux », avant tout comme nécessité dictée de la Première Guerre mondiale, et qui - après une pause durant la guerre - reprend immédiatement après. Durant cette période l'exportation représentait une part très importante dans le chiffre d'affaires de FIAT et c’étaient les armées des différents pays les vrais clients du constructeur italien, qui assurait la fourniture de véhicules commerciaux aux ministères de la Guerre de France, Russie, Grèce, Grande-Bretagne et bien d'autres encore...
En 1911 FIAT présente le FIAT 1F (F pour "fourgon"), le premier véhicule avec une vraie carrosserie de fourgon. Ce véhicule, dérivé de la voiture Fiat Tipo 1, avait une charge utile de 500 kg ce qui était idéal pour les services réguliers à court rayon d'action. La Poste britannique en fit l’acquisition de plusieurs dizaines d'exemplaires. La même année apparait le robuste FIAT 2F, dérivé de la Fiat Tipo 2 de 1910. Une version militaire est également disponible et la Royal Navy, la Marine Royale anglaise en acquiert plusieurs centaines.

#### De 1918 à 1945
Après la crise économique de 1921, et déjà en 1922 plusieurs facteurs concourent à une reprise du secteur. Au mois de mars 1923 les travaux de construction de la première autoroute au monde Milan - les Lacs italiens, débutent.
La confiance dans l’avenir des véhicules commerciaux et industriels est cependant encore à construire. Pour cela, en 1925, FIAT décide d'investir encore plus dans le secteur des véhicules commerciaux légers, en particulier dans la production de véhicules de transport, en enrichissant sa gamme et en diversifiant l’offre en termes de portée, volume et motorisations. Durant cette période s’affirme même la définition de « véhicule commercial léger », c’est aujourd'hui la tranche en dessous de 3,5 tonnes accessible à tout titulaire d'un permis de conduire automobile.
Les différents camions légers de la gamme FIAT tels que les 502F, 503F, 505F, 507F et 509F sont les réponses à une demande croissante de véhicules spécialisés pour des exigences précises de travail et de transport, y compris les ambulances, les véhicules spécialisés comme pour les pompiers ou la Poste.
En 1928, Fiat s'engage encore plus dans la diversification de ses activités et accompagne la croissance du transport sur route en décidant notamment de participer financièrement au projet d’Autoroute Turin-Milan, artère qui allait relier les deux pôles industriels et productifs les plus importants d'Italie.
FIAT crée aussi SAVA (Société anonyme de crédit pour l'achat de véhicules), organisme de crédit totalement nouveau pour l'époque.
Fiat s'allie avec d’autres constructeurs turinois spécialisés dans le secteur pour optimiser les coûts de production. En 1932 naît la Fiat 508 Balilla Van, petite camionnette légère, maniable, facile à conduire, surnommée "Pigmeo". Elle représentait la déclinaison utilitaire de la célèbre petite voiture alliant le confort des automobiles de l'époque et un moteur de moins d'un litre de cylindrée. Ce seront plus de 113 000 exemplaires de Fiat 508 Balilla qui seront produits en cinq ans, dont beaucoup de camionnettes Fiat 508F.
C’est à cette même période que le premier camion Fiat complet avec cabine fermée, équipé d’un robuste moteur Diesel apparaît, le Fiat 621. Avec une charge utile de 2 250 kg, il disposait d’une cabine fermée avec deux portes d'accès et de vitres descendantes, d’un pare-brise ouvrant à compas. Le plateau-benne et ses ridelles ou les ridelles des bennes basculantes, pouvaient être surmontés par des arcs métalliques pour soutenir une bâche imperméable. Tout ceci en faisait un véhicule conçu expressément pour le transport de marchandises. En 1934, la gamme est enrichie avec un moteur diesel 4 cylindres de 55 ch au lieu des 45 ch du moteur essence. La "série 621", outre les motorisations diesel et essence, était déjà disponible en version électrique, avec les batteries placées sous l'habitacle.

#### De 1945 à 1966
Durant la première moitié des années 1940, la production Fiat va fortement chuter en raison du conflit armé, des bombardements qui endommagent gravement la ville de Turin et les usines Fiat, ainsi que celles de ses sous-traitants. À la fin de la Seconde Guerre mondiale, le secteur des véhicules commerciaux légers enregistre un considérable développement. Fiat comprend très rapidement que ce développement de l'économie ne concerne pas seulement l'industrie, mais va toucher toutes les couches de la société comme les artisans, commerçants et travailleurs indépendants. Tous auraient besoin de moyens de transport adaptés à leurs exigences. C’est ainsi qu’en 1947, alors que la nouvelle voiture Fiat 1100 connait un niveau de vente excellent, Fiat décide de réaliser des versions dérivées de ces véhicules. La Fiat 1100 était dotée d'un moteur très robuste et fiable, mais c’est surtout la qualité de la transmission et le châssis extrêmement résistant qui permirent de réaliser le dérivé commercial Fiat 1100 ALR. L'importance de ce véhicule est primordiale pour comprendre le développement des modèles commerciaux produits dans l'immédiat après-guerre, jusqu'à devenir, dans l’imaginaire collectif, un des symboles de la renaissance italienne. En outre, le châssis rallongé permettait différentes utilisations dans le domaine agricole, industriel et pour le transport des personnes. Le Fiat 1100 ALR est considéré le premier d’une longue série de modèles commerciaux.

#### De 1967 à 1980
À la suite des très bons résultats obtenus par les Fiat 600T et 600 M, Fiat décide de renouveler toute sa gamme de véhicules commerciaux et présente le modèle 238. Le Fiat 238 est un fourgon de grosses dimensions produit de 1967 à 1983. C'est le remplaçant naturel du 1100T qui a été disponible dans de très nombreuses configurations qui seront ensuite reprises pour les modèles suivants comme le Fiat 242 et le Ducato : fourgon, camionnette, châssis-cabine, minibus et ambulance. Malgré l'arrivée du nouveau Fiat 242, le 238 continuera sa carrière avec un très léger restylage, jusqu'en 1983.
En 1974, le groupe Fiat se réorganise en secteurs d’activité indépendants et constitue des sociétés spécialisées :
- l'ancienne division automobiles est splittée en :
  - Fiat Auto pour les seules automobiles,
  - Fiat Véhicules Commerciaux pour les utilitaires légers,
- Fiat V.I. pour les véhicules industriels, camions et autobus qui, en 1975, deviendra IVECO – étape très importante dans l'histoire du transport sur route.

En 1974, Fiat V.C.L. lance les modèles Fiat 242, 850T / 900T et, en 1977, le 127 Fiorino dont les 3 séries ont été fabriquées au Brésil jusqu'en 2013. Un réseau de vente spécialisé est constitué pour offrir un maximum de services à cette clientèle. Le Fiat 242 est le fruit d'un accord commercial avec Citroën qui commercialisera ce véhicule sous le nom Citroën C35. C’est également une période de grandes acquisitions pour le groupe Fiat.
En 1978, Fiat S.p.A. et PSA signent un accord pour la conception et la fabrication d'un nouveau fourgon. C’est ainsi que la société SEVEL est créée, Société Européenne Véhicules Légers. Le fourgon Fiat 242 influença fortement la production des véhicules commerciaux Fiat avec d’importantes retombées technologiques sur les versions suivantes, le Ducato en particulier. Outre la puissance et la fiabilité, une autre caractéristique de ces véhicules est le plan de chargement très bas et plat. En outre il obtient un succès très important auprès des constructeurs de mobil-homes et campers avec une part de marché de 75 % revendiquée par le constructeur italien.
La tendance du marché de la fin des années 1970 se porte vers les fourgonnettes (véhicules commerciaux avec une charge utile de 300 à 400 kg) qui représentait la solution la plus intéressante pour le transport dans les zones urbaines et pour les liaisons interurbaines. En 1976 la demande globale de véhicules de transport léger atteint les 300 000 unités en Europe.
Fiat répond à cette demande avec le 127 Fiorino. Fiat choisit la voiture plus vendue en Europe, sa Fiat 127 et, en maintenant intactes toutes les caractéristiques mécaniques et de confort qui en ont fait son succès, la dota d'un volume de chargement de 360 kg. Le Fiat 127 Fiorino était la première fourgonnette réalisée en Italie, mais elle était aussi la dernière arrivée dans le marché européen. Elle synthétisait donc tous les avantages de la Fiat 127, vendue à plusieurs millions d'exemplaires en Europe, et tenait compte des défauts ou manques des véhicules concurrents en offrant en plus un spoiler de toit, une cloison séparative de la cabine et les portes postérieures blocables en position ouverte à 90°. Parmi les grandes nouveautés de 1978, il y a la nouvelle gamme Fiat 238E et sa version Panorama qu'on peut définir comme une automobile à 9 places. Le 238E Panorama était le véhicule idéal pour les auberges, les sociétés de location de voitures, les communautés et les groupes sportifs.

#### De 1981 à 2005
1981 est une année très importante car c’est le démarrage de la production d'un fourgon révolutionnaire, le Fiat Ducato version X2/12. Né d’un projet de 1978, le nouveau modèle a pour objectif de devenir la référence des véhicules commerciaux légers dans toute l’Europe.
Après le Ducato X2/12 suit le Ducato X2/30. La validité du projet est confirmée chaque jour, à la seule évocation du volume des ventes et du fait qu’il est toujours premier dans son secteur. Entre 1981 et 2004, plus de 3 millions de Ducato ont été vendus ! En 1981 Fiat développe la version pick-up du Fiorino.
Après le Ducato de nouveaux modèles sont présentés dans les années 1990 comme le Scudo, le Doblò et les versions Van dérivées des voitures.
En 1995 arrive le Scudo avec l'objectif d'offrir un nouveau véhicule commercial léger pour les professionnels qui cherchaient un outil de dimensions compactes, avec une bonne capacité de chargement et qui se conduise comme une voiture. Le Doblò, fabriqué en Turquie et au Brésil, a été lancé en 2000 en Italie et en 2001 dans les autres pays d’Europe, il connaît rapidement un succès considérable. En 2000, Fiat développe le concept du pick-up - né en 1981 avec le 127 Fiorino - avec le Strada, pick-up de la famille Palio.

#### De 2006 à 2010
La gamme Fiat des véhicules commerciaux continue de croître. Leur production atteint un record en 2006 avec 369 000 véhicules vendus dans le monde. Le Ducato a représenté, en 2006, 31 % des ventes Fiat LCV, suivi du Doblò avec 28 %.
Le nouveau Ducato, lancé en 2006, consolide le succès de cet extraordinaire véhicule : ligne moderne, confort et prestations de très haut niveau, dotations télématiques et de sûreté parmi les plus riches du marché, coûts d’exploitation réduits, le tout avec la reconnaissance unanime de ses qualités par la presse internationale.
La même année, le Doblò Cargo s'adjuge le prix "International Van of the Year 2006" ; grâce à son design, son volume de chargement et aux brillants moteurs Fiat, diesels Multijet et Natural Power (gaz GNL).
En mars 2007, Fiat LCV devient Fiat Professional.
2008 est l'année du nouveau Fiorino. Ce petit utilitaire a été créé pour répondre aux besoins en matière de transport de marchandises en ville, particulièrement aux professionnels passant beaucoup de temps au volant pour effectuer des livraisons comme les commerçants, agents de maintenance et de sociétés de service et livreurs express. Innovant, original et dynamique, spacieux, compact, facile à charger, polyvalent et facile à entretenir, le nouveau Fiorino a remporté le prix "International Van of the Year 2009" en tant que véhicule sûr et maniable, capable d'aller là où les autres ne peuvent pas.
En 2010, Fiat lance le nouveau Doblò Cargo avec une capacité de transport de 4,6 m3 et 1 tonne de charge utile avec une longueur du compartiment de charge de 3,40 mètres. La consommation de carburant de 4,8 litres aux 100 km lui assure une autonomie de 1 250 km et un niveau d'émissions de CO2 le plus faible de sa catégorie avec le moteur Fiat 1.3 MultiJet II Euro 5 de 90 ch équipé du Stop & Start . C'est le seul modèle de son segment à suspension Bi-link. Ce fourgon qui bat tous les records de vente, a remporté le prix Van of the Year 2011. Le Doblò Cargo version Natural Power a été nommé Fourgon de l'année 2011 en Europe.

#### Depuis 2011
2011 est encore l'année du Ducato avec l'apparition de la 5e version du modèle. Le Fiat Ducato et ses jumeaux techniques dépassent les 4,5 millions de véhicules vendus (dont plus de 2,5 millions sous la seule marque Fiat) dans le monde depuis 1981.
Le nouveau Doblò Cargo se dote d'une nouvelle version "Work-Up", caractérisé par une plateforme de chargement de 2,30 m de long, 1,82 m de large soit 4 m2 de surface, capable de transporter 3 Euro-palettes.
En 2012, Fiat lance une nouvelle version du Fiat Strada destinée au marché sud-américain. Avec 127 800 exemplaires vendus dans le monde en 2011, le Strada est alors le deuxième modèle Fiat Professional le plus populaire après le Ducato.
Le nouveau Doblò XL est un autre dérivé du Doblo, caractérisé par son toit haut associé à un empattement long, il offre un volume de 5 m3 et une charge utile de 1 000 kg.
En 2016, pour remplacer le Scudo vieillissant, Fiat lance le Talento, deuxième du nom, un modèle conçu avec Renault et produit en France. Cette même année, Fiat lance le Fullback, un gros pick-up, fruit d'un accord de collaboration avec Mitsubishi Motors de 2014.
En septembre 2018, Fiat Professional fête le 6 millionième Ducato produit.
En janvier 2019, le Fiat Ducato a été élu pour la 12e  fois consécutive "Meilleure base pour Camper de l'année". Depuis son lancement en 1981, le Ducato a servi de base motorisée à plus de 500 000 mobil-homes dans le monde.
En février 2019, Fiat SpA et PSA signent une prolongation de leur coopération dans SEVEL jusqu'en 2023 pour que Fiat poursuive la production du Ducato pour alimenter le réseau PSA en Citroën Jumper et Peugeot Boxer mais aussi pour que Fiat produise également le Movano pour le constructeur allemand Opel et sa filiale britannique Vauxhall afin de remplacer le modèle qui partageait la plateforme du Master dont la fabrication par Renault est interrompue à la suite de la reprise d'Opel et Vauxhall  par PSA.

## Identité visuelle (logo)

2007-2020
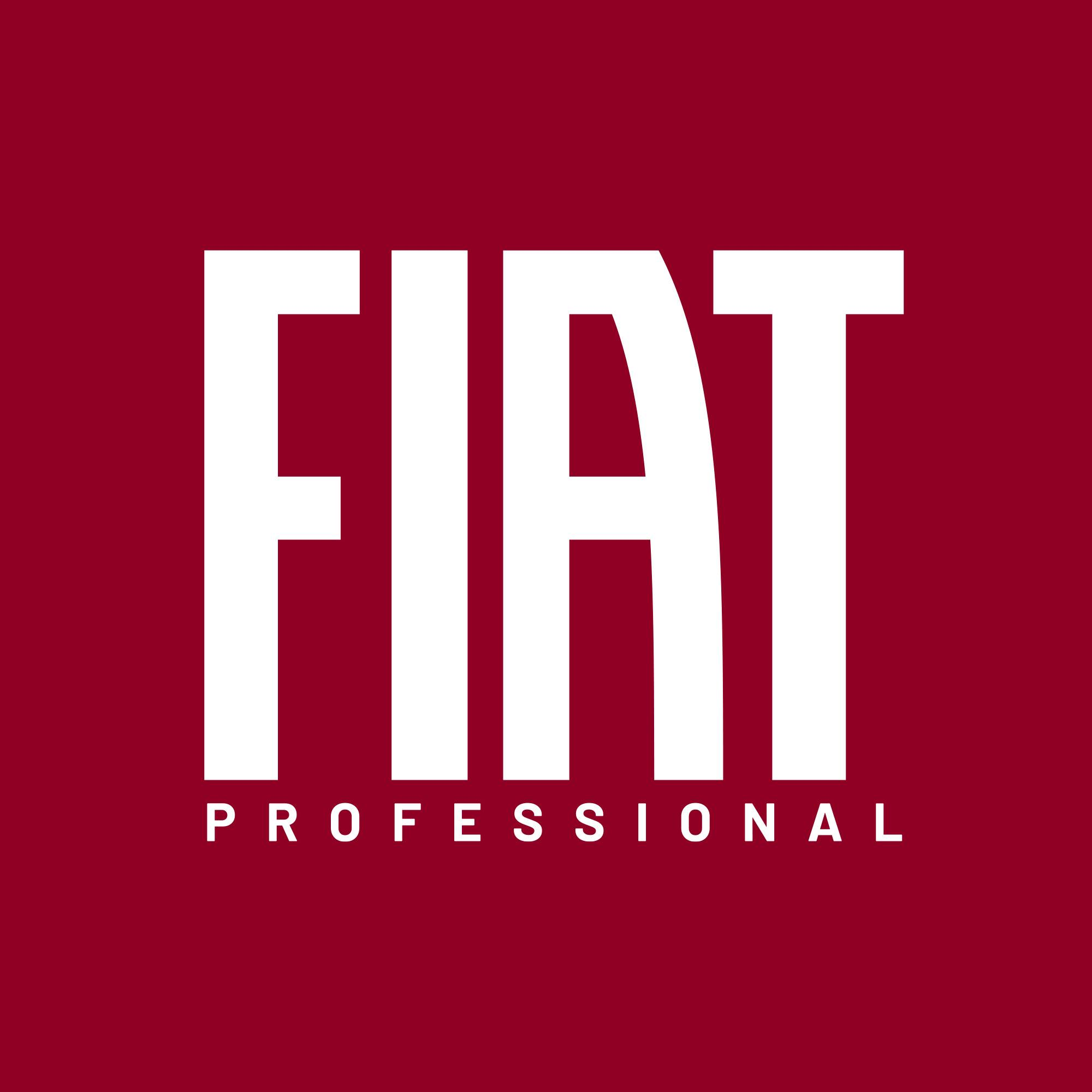
Depuis 2020

### La gamme Fiat Veicoli Commerciali
- 1903 - Chariot de transport 24 HP. La place du chauffeur était surélevée, à côté du volant et du levier de vitesse se trouvait celui du frein de stationnement. Le nom « 24 HP » dérive de la puissance du propulseur mesurée en « Horse Power » (chevaux-vapeur). Le 24HP fut produit de 1903 à 1905 dans l’usine de Corso Dante à Turin, première usine Fiat inaugurée le 19 mars 1900.
- En 1911 FIAT présente le 1F (F pour "fourgon"), premier véhicule avec une vraie carrosserie de fourgon. Équipé d’un moteur Fiat 12/15 HP de 1 846 cm3 de cylindrée, ce véhicule est dérivé de la Fiat Tipo 1, offrant une charge utile de 500 kg, fut fabriqué de 1911 à 1915,
- FIAT 2F, dérivé de la Fiat Tipo 2 de 1910, avec une cylindrée 2 813 cm3, 20 ch et une charge utile de 1 000 kg. Une version militaire fut également disponible et la Royal Navy, la Marine Royale anglaise en acquit plusieurs centaines.
- En 1923 la gamme FIAT comprenait les 501F, 502F, 503F, 505F, 507F et 509F.
- 1929 - Fiat 621 - premier véhicule Fiat conçu expressément pour le transport des marchandises. Version L avec moteur essence et 2 250 kg de charge utile,
- En 1932 Fiat 508 F "Pigmeo" - déclinaison utilitaire de la célèbre voiture Fiat 508 Balilla. Moteur de 990 cm3, 75 km/h et consommation réduite (moins de 8 l/100 km), charge utile de 380 kg. Plus de 113 000 exemplaires de 508 Balilla produits en 5 ans,
- 1938 - Fiat 621E à traction électrique, avec les batteries sous l'habitacle.
- 1941 - Camionnette Fiat 1100F
- 1957 - Fiat 1100 T
- 1965 - Fiat 241
- 1967 - Fiat 238 basé sur l’Autobianchi Primula, moteur de 1 222 cm3 essence- 44 ch.
- 1978 - Fiat 127 Fiorino.
- 1978 - Fiat 242
- 1978 - Restylage du Fiat 238, nouvelle version 238E et Panorama.
- 1981 - Version pick-up du Fiat Fiorino.
- 1981 - Fiat Ducato 1er fourgon européen avec ses clones Citroën C25 et Peugeot J5.
- 1995 - Fiat Scudo 2e fourgon européen avec ses clones Citroën Jumpy et Peugeot Expert
- 1996 - Fiat Ducato - 2e série avec ses clones Citroën Jumper et Peugeot Boxer
- 2000 - Fiat Doblò
- 2000 - Fiat Strada : pick-up de la famille Fiat Palio.
- 2002 - Fiat Ducato 2e série restylage, la première qui sera importée en France,
- 2004 - Fiat Scudo 2e série restylage, la première qui sera importée en France
- 2006 - Fiat Ducato 3e série, record de ventes en Europe.
- 2006 - Fiat Doblò Cargo : prix "International Van of the Year 2006".
- 2006 - Fiat Scudo 3e série,
- 2007 - Fiat Fiorino II et ses clones Peugeot Bipper et Citroën Nemo,
- 2010 - Fiat Doblò II Cargo,
- 2013 - Fiat Strada léger restylage,
- 2012 - Fiat Doblò II, versions Family et Trekking,
- 2014 - Fiat Doblò Cargo XL,
- 2016 - Fiat Talento II, sur une base de Renault Trafic III, remplaçant du Scudo II
- 2021 - Nouveau dérivé du Fiat Ducato pour la marque Opel (Movano C)
- 2022 - Fiat Scudo III et Fiat Doblò III basés sur des utilitaires PSA, à la suite de la fusion entre FCA et PSA pour former Stellantis

## Listing des véhicules commerciaux dérivés

### de 1903 à 1930
| Modèle                          | Type                     | Années de production | Moteur type    | Cylindrée (cm3) | Puissance (ch - tr/min) | PTC (tonnes) | Charge utile (tonnes) |
| ------------------------------- | ------------------------ | -------------------- | -------------- | --------------- | ----------------------- | ------------ | --------------------- |
| 18-24 HP                        | Châssis, Fourgon         | 1906 - 1910          | Fiat 18/24 HP  | 4 500           | 24 à 1 400              | 3,45         | 2,0                   |
| 28/40 HP                        | Camion, Châssis          | 1907 - 1910          | Fiat 28/40 HP  | 7 363           | 40 à 1 200              | 6,5          | 4,0                   |
| Tipo 1F - 12/15 HP              | Camionnette              | 1911 - 1915          | Fiat 12/15 HP  | 1 847           | 15 à 1 700              | 1,25         | 0,52                  |
| Tipo 1 F(A) - 12/15 HP          | Fourgon                  | 1912 - 1915          | Fiat 51 A      | 1 847           | 18 à 1 700              | 1,5          | 0,85                  |
| 15/20 HP Base "Brevetti Tipo 2" | Châssis                  | 1909 - 1910          | Brevetti 15/20 |                 | 16                      |              | 1,2                   |
| Tipo 2F - 15/20 HP              | Châssis, Autobus         | 1914 - 1921          | 52 A           | 2 813           | 20 à 1 800              | 1,8          | 1,0                   |
| Tipo 2 F(A) - 15/25 HP          | Châssis, Autobus         | 1915 - 1921          | 52 B           | 2 813           | 20 à 1 800              | 2,2          | 1,5                   |
| 502 F                           | Fourgonnette, Châssis    | 1923 - 1927          | Fiat 101       | 1 460           | 23 à 2 600              | 1,9          | 0,8                   |
| 509 F                           | Fourgonnette, Châssis    | 1925 - 1927          | Fiat 109       | 990             | 22 à 3 400              | 1,1          | 0,3                   |
| 603 / 603 F                     | Camion, Châssis, Autobus | 1925 - 1929          | Fiat 107       | 2 296           | 35 à 2 600              | 4,3          | 2,0                   |
| 507 F                           | Fourgonnette, Châssis    | 1927 - 1928          | Fiat 107       | 2 296           | 35 à 2 600              | 3,0          | 1,2                   |
| 614                             | Châssis                  | 1930 - 1934          | Fiat 114       | 1 438           | 38 à 3 400              | 2,5          | 1,1                   |
| 508 F                           | Fourgonnette             | 1932 - 1937          | Fiat 108       | 995             | 24 à 3 800              | 1,1          | 0,4                   |
| 603 S                           | Autobus                  | 1926 - 1929          | Fiat 112       | 3 446           | 46 à 2 400              |              | 23 places assises     |
| 605 S                           | Châssis, Autobus         | 1927 - 1929          | Fiat 125       | 3 739           | 69 à 3 200              |              | 27 places assises     |

### De 1930 à 1950
| Modèle                  | Type                                    | Années de production | Moteur type | Puissance (ch) | PTC (tonnes) |
| ----------------------- | --------------------------------------- | -------------------- | ----------- | -------------- | ------------ |
| Fiat 614                | Petit camion sur une base 514 - Châssis | 1930 - 1934          | Fiat 114    | 28             | 1,0          |
| Fiat 618                | Remplace le 614, Châssis                | 1934 - 1937          | Fiat 118    | 38             | 1,25         |
| Fiat 618                | Variante moteur                         | 1934 - 1937          | Fiat 118 A  | 43             | 1,25         |
| Fiat 618 - M/C          | Militaire / Coloniale                   | 1934 - 1937          | Fiat 118 A  | 43             | 1,34         |
| Fiat 508F / 1100 L      | Fourgonnette                            | 1938 – 1939          | Fiat 108 L  | 30             | 1,7          |
| Fiat 1100F Furgoncino   | Fourgonnette                            | 1939 - 1947          | Fiat 108 L  | 30             |              |
| Fiat 1100ALR furgoncino | Fourgonnette                            | 1947 – 1948          | Fiat 108 A  | 30             |              |
| Fiat 1100 BLR           | "Giardiniera"                           | 1948 – 1949          | Fiat 108 B  | 30             |              |
| Fiat 1100ELR            | "Giardiniera"                           | 1949 – 1953          | Fiat 108 B  | 30             |              |

### De 1951 à 1975
| Modèle               | Type                                      | Années de production | Moteur type  | Puissance (ch) | PTC (tonnes) |
| -------------------- | ----------------------------------------- | -------------------- | ------------ | -------------- | ------------ |
| Fiat 1100 T          | Châssis cabine, Fourgon                   | 1957 - 1971          | Fiat 10EG    | 45 à 5 000     | 2,5          |
| Fiat 615 - Tipo 2102 | Camion léger, Châssis cabine, Fourgon     | 1951 - 1952          | Fiat 101.005 | 39             | 3,1          |
| Fiat 615N            | Moteur diesel                             | 1952 - 1956          | Fiat 305.010 | 40             | 3,2          |
| Fiat 615 N           | Nouveau moteur                            | 1956 - 1960          | Fiat 305 B   | 43             | 3,2          |
| Fiat 615 N           | Fourgon                                   | 1956 - 1960          | Fiat 305 B   | 43             | 3,3          |
| Fiat 615 N1          | Nouvelle version                          | 1960 - 1965          | Fiat 305 D   | 47             | 3,5          |
| Fiat 615 N1          | Fourgon                                   | 1960 - 1965          | Fiat 305 D   | 47             | 3,5          |
| Fiat 616 N           | Nouveau modèle                            | 1965 - 1966          | Fiat 230 A   | 51             | 3,5          |
| Fiat 616 N1          | Nouvelle version                          | 1966 - 1968          | Fiat 230 A   | 51             | 3,5          |
| Zastava 615B         | Fiat 615, moteur 1,9 l de Fiat Campagnola | 1956 - 1965          | Fiat 105 A   | 47             | 3,2          |
| Fiat 616             | Nouveau modèle - cabine carrée à capot    | 1968 - 1978          | Fiat 237 G   | 65             | 3,5          |
| Fiat 616 N2          | Moteur diesel 3 cylindres                 | 1968 - 1971          | Fiat 803 A.  | 51             | 3,5          |
| Fiat 616 N2/4        | Moteur 4 cylindres                        | 1969 - 1971          | Fiat 804 A.  | 70             | 3,5          |
| Fiat 616 N3          | nouveau moteur                            | 1972 - 1978          | Fiat 8030    | 61,5           | 3,5          |
| Fiat 616 N3/4        |                                           | 1972 - 1978          | Fiat 8040.02 | 81,5           | 3,5          |
| Fiat 616             | Charge utile supérieure                   | 1972 - 1978          | Fiat 237 G   | 65             | 3,9          |
| Fiat 616 N3          |                                           | 1972 - 1978          | Fiat 8030    | 61,5           | 3,9          |
| Fiat 616 N3/4        |                                           | 1972 - 1978          | Fiat 8040.02 | 81,5           | 3,9          |
| Fiat 616 N3 - L      | Version 28 t                              | 1972 - 1978          | Fiat 8030    | 61,5           | 2,8          |
| Fiat 616 N3/4 - L    |                                           | 1972 - 1978          | Fiat 8040.02 | 81,5           | 2,8          |